# Théophile Verbist

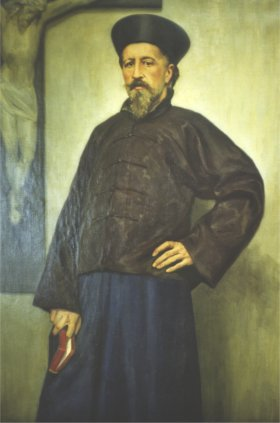
Théophile Verbist

Théophile Verbist (* 12. Juni 1823 in Antwerpen; † 23. Februar 1868 in Laohugou, Gansu) war ein belgischer römisch-katholischer Geistlicher, Ordensgründer und Missionar in China. Er steht am Anfang der Kongregation vom Unbefleckten Herzen Mariens CICL (Scheuter Missionare).

## Leben und Werk
Verbist besuchte das Jesuitenkolleg von Antwerpen, studierte Theologie in Mechelen und wurde 1847 zum Priester geweiht. 1853 wurde er Anstaltsgeistlicher der Militärakademie in Brüssel und geistlicher Leiter der Schulschwestern Unserer Lieben Frau von Namur. Als belgischer Leiter des Kindermissionswerks wurde er auf die Situation der Waisenkinder in China aufmerksam und gründete 1862 mit Unterstützung von Kardinal Engelbert Sterckx in Scheut (Stadtteil von Anderlecht) die Kongregation der Scheutvelder Missionare. Nach dreijähriger Vorbereitung ging er 1865 mit vier Mitstreitern in die Innere Mongolei, wo die zu betreuende Gruppe in kurzer Zeit auf 400 Kinder anwuchs. Schon drei Jahre später starb er 1868 im Alter von 44 Jahren an Typhus. 1930 wurden die sterblichen Überreste nach Scheut überführt. Dort bewahrt das Missionsmuseum sein Porträt, wie auch das von 3000 weiteren Scheuter Missionaren, die seither gewirkt haben.
Seine unmittelbaren Nachfolger als Obere des Ordens waren Frans Vranckx (1869–1888), Jeroom Van Aertselaer (1888–1898, gilt als zweiter Gründer) und Adolf Van Hecke (1898–1908).

## Werke
- La correspondance de Théophile Verbist et ses compagnons, hrsg. von Daniël Verhelst und Hyacint Daniëls. Löwen 2003.